# James Truslow Adams
Pour les articles homonymes, voir Adams.
James Truslow Adams est un écrivain américain né le 18 octobre 1878 et mort le 18 mai 1949. En 1931, il écrit The Epic of America et est le premier à utiliser l'expression du Rêve américain. Ce livre est traduit en Français en 1933 sous le titre "L'Aventure américaine, histoire nouvelle des Etats-Unis par un Américain" (Paris, Payot, 1933).
Il est lauréat du prix Pulitzer d'histoire en 1922 pour son ouvrage The Founding of New England.